# 대한민국의 대학 목록
다음은 대한민국에 있는 대학 목록이다.

## ㄱ
가야대학교 ·  가천대학교 ·  가톨릭관동대학교 ·  가톨릭꽃동네대학교 ·  가톨릭대학교 ·  감리교신학대학교 ·  강남대학교 ·  강서대학교 ·  강원대학교 ·  건국대학교 ·  건국대학교 GLOCAL캠퍼스  ·  건양대학교 ·  경기대학교 ·  경남대학교 ·  경동대학교 ·  경북대학교 ·  경상국립대학교 ·  경성대학교 ·  경운대학교 ·  경인교육대학교 ·  경일대학교 ·  경찰대학 ·  경희대학교 ·  계명대학교 ·  고려대학교 ·  고려대학교 세종캠퍼스 ·  고신대학교 ·  공군사관학교 ·  공주교육대학교 ·  광신대학교 ·  광운대학교 ·  광주대학교 ·  광주가톨릭대학교 ·  광주과학기술원 ·  광주교육대학교 ·  광주여자대학교 ·  국군간호사관학교 ·  국립강릉원주대학교 ·  국립경국대학교 ·  국립공주대학교 ·  국립군산대학교 ·  국립금오공과대학교 ·  국립목포대학교 ·  국립목포해양대학교 ·  국립부경대학교 ·  국립순천대학교 ·  국립창원대학교 ·  국립한국교통대학교 ·  국립한국해양대학교 ·  국립한밭대학교 ·  국민대학교 ·  극동대학교 ·  금강대학교 ·  김천대학교 · 

## ㄴ
나사렛대학교 ·  나주대학교 ·  남부대학교 ·  남서울대학교

## ㄷ
단국대학교 · 대구대학교 ·  대구가톨릭대학교 ·  대구경북과학기술원 ·  대구교육대학교 ·  대구예술대학교 ·  대구한의대학교 ·  대신대학교 · 대전대학교 ·  대전가톨릭대학교 ·  대전신학대학교 ·  대진대학교 ·  덕성여자대학교 ·  동국대학교 ·  동국대학교 WISE캠퍼스 ·  동덕여자대학교 ·  동명대학교 · 동서대학교  ·  동신대학교 ·  동아대학교 ·  동아방송예술대학교 ·  동양대학교 ·  동의대학교 · 두원공과대학교

## ㄹ
루터대학교

## ㅁ
명지대학교 ·  목원대학교 ·  목포가톨릭대학교

## ㅂ
배재대학교 ·  백석대학교 ·  부산대학교 ·  부산가톨릭대학교 ·  부산교육대학교 ·  부산외국어대학교 ·  부산장신대학교

## ㅅ
삼육대학교, 상명대학교, 상지대학교 ·  서강대학교 ·  서경대학교 · 서울대학교 · 서울과학기술대학교 ·  서울교육대학교 ·  서울기독대학교 ·  서울시립대학교 ·  서울신학대학교 ·  서울여자대학교 ·  서울장신대학교 ·  서울한영대학교 ·  서원대학교 ·  선문대학교 ·  성결대학교 ·  성공회대학교 ·  성균관대학교 ·  성신여자대학교 ·  세명대학교 ·  세종대학교 ·  세한대학교 ·  송원대학교 · 수원대학교 ·  수원가톨릭대학교 · 숙명여자대학교 ·  순천향대학교 ·  숭실대학교 ·  신경주대학교 ·  신라대학교 ·  신한대학교 ·  서일대학교

## ㅇ
아신대학교 ·  아주대학교 ·  안양대학교 ·  연세대학교 ·  연세대학교 미래캠퍼스 ·  영남대학교 ·  영남신학대학교 ·  영산대학교 ·  영산선학대학교 ·  예수대학교 ·  예원예술대학교 ·  용인대학교 ·  우석대학교 ·  우송대학교 · 울산대학교 ·  울산과학기술원 · 웅지세무대학교 ·  원광대학교 ·  위덕대학교 ·  유원대학교 ·  육군사관학교 ·  을지대학교 ·  이화여자대학교 ·  인제대학교 · 인천대학교 ·  인천가톨릭대학교 ·  인하대학교

## ㅈ
장로회신학대학교 ·  전남대학교 ·  전북대학교 ·  전주대학교 ·  전주교육대학교 ·  제주대학교 ·  제주국제대학교 ·  제주한라대학교 · 조선대학교 ·  중부대학교 ·  중앙대학교 ·  중앙승가대학교 ·  중원대학교 ·  진주교육대학교

## ㅊ
차의과학대학교 ·  창신대학교 ·  청운대학교 ·  청주교육대학교 ·  청주대학교 ·  초당대학교 ·  총신대학교 ·  추계예술대학교 ·  춘천교육대학교 ·  충남대학교 ·  충북대학교

## ㅋ
칼빈대학교

## ㅍ
평택대학교 ·  포항공과대학교

## ㅎ
한경국립대학교 ·  한국공학대학교 ·  한국과학기술원 ·  한국교원대학교 ·  한국기술교육대학교 ·  한국방송통신대학교 ·  한국성서대학교 ·  한국예술종합학교 ·  한국외국어대학교 ·  한국전통문화대학교 ·  한국체육대학교 ·  한국침례신학대학교 ·  한국항공대학교 ·  한남대학교 ·  한동대학교 ·  한라대학교 ·  한림대학교 ·  한서대학교 ·  한성대학교 ·  한세대학교 ·  한신대학교 ·  한양대학교 ·  한양대학교 ERICA캠퍼스 ·  한일장신대학교 ·  해군사관학교 ·  협성대학교 ·  호남대학교 ·  호남신학대학교 ·  호서대학교 ·  호원대학교 ·  홍익대학교 ·  화성의과학대학교

## 같이 보기
- 대한민국의 국립 대학 목록
- 대한민국의 공립 대학 목록
- 대한민국의 전문대학 목록
- 대한민국의 대학원대학 목록
- 대한민국의 종합대학 목록
- 사이버대학
- 인서울 대학 목록